# Nose art

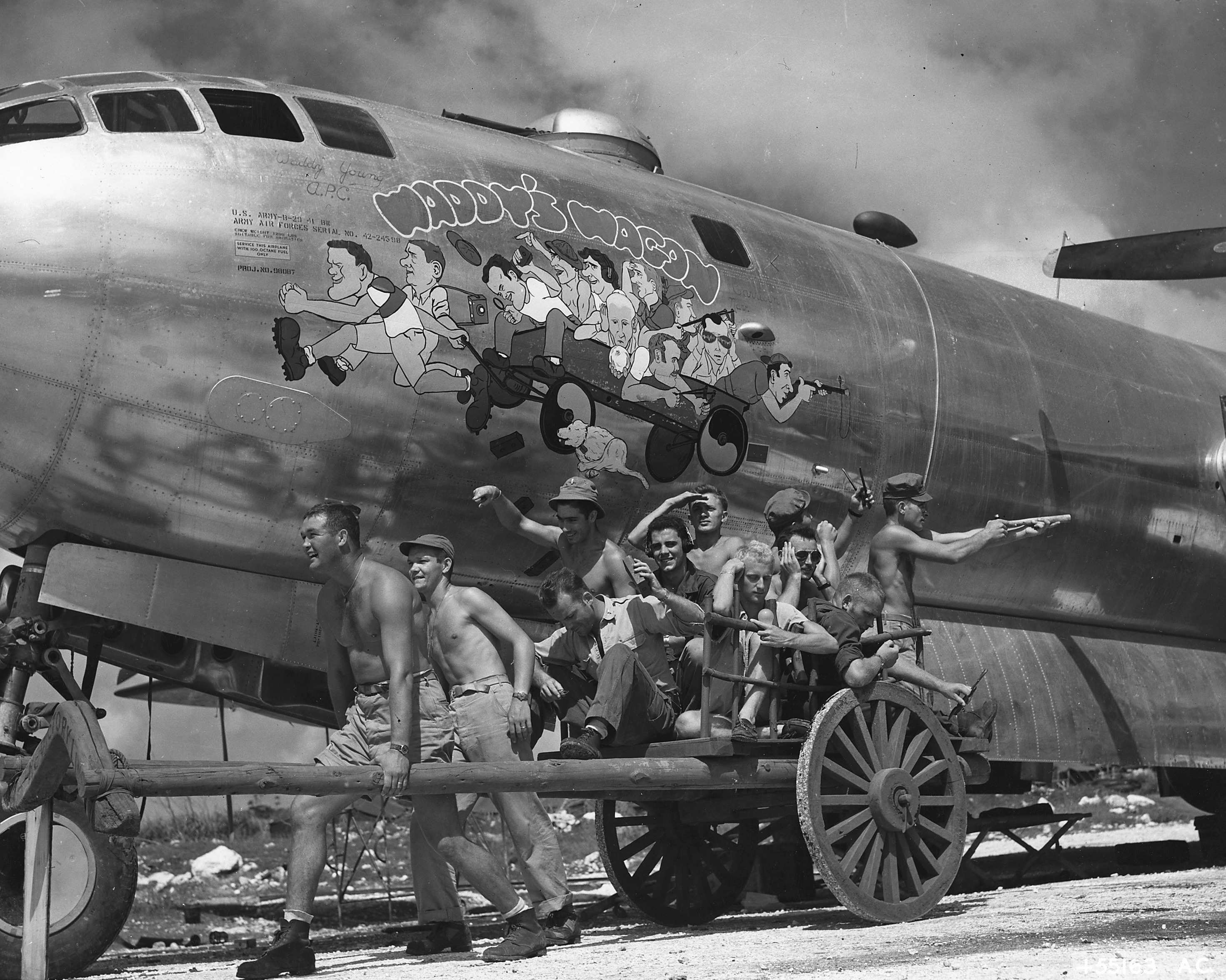
Besatzungsmitglieder einer B29 ahmen deren Nose art nach

Nose art ist eine Bemalung oder Zeichnung auf dem Rumpf eines Luftfahrzeugs in der Nähe der Flugzeugnase. Sie dient in der Regel dekorativen Zwecken.

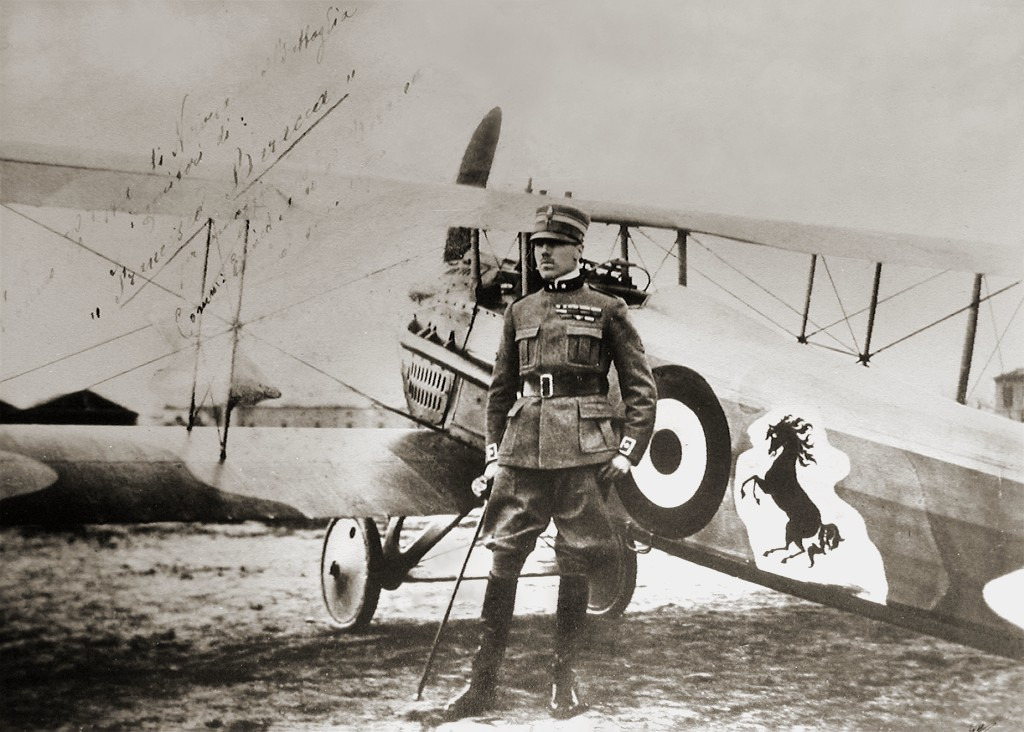
Baracca und seine SPAD S.VII mit dem Cavallino, das Ferrari inspirierte

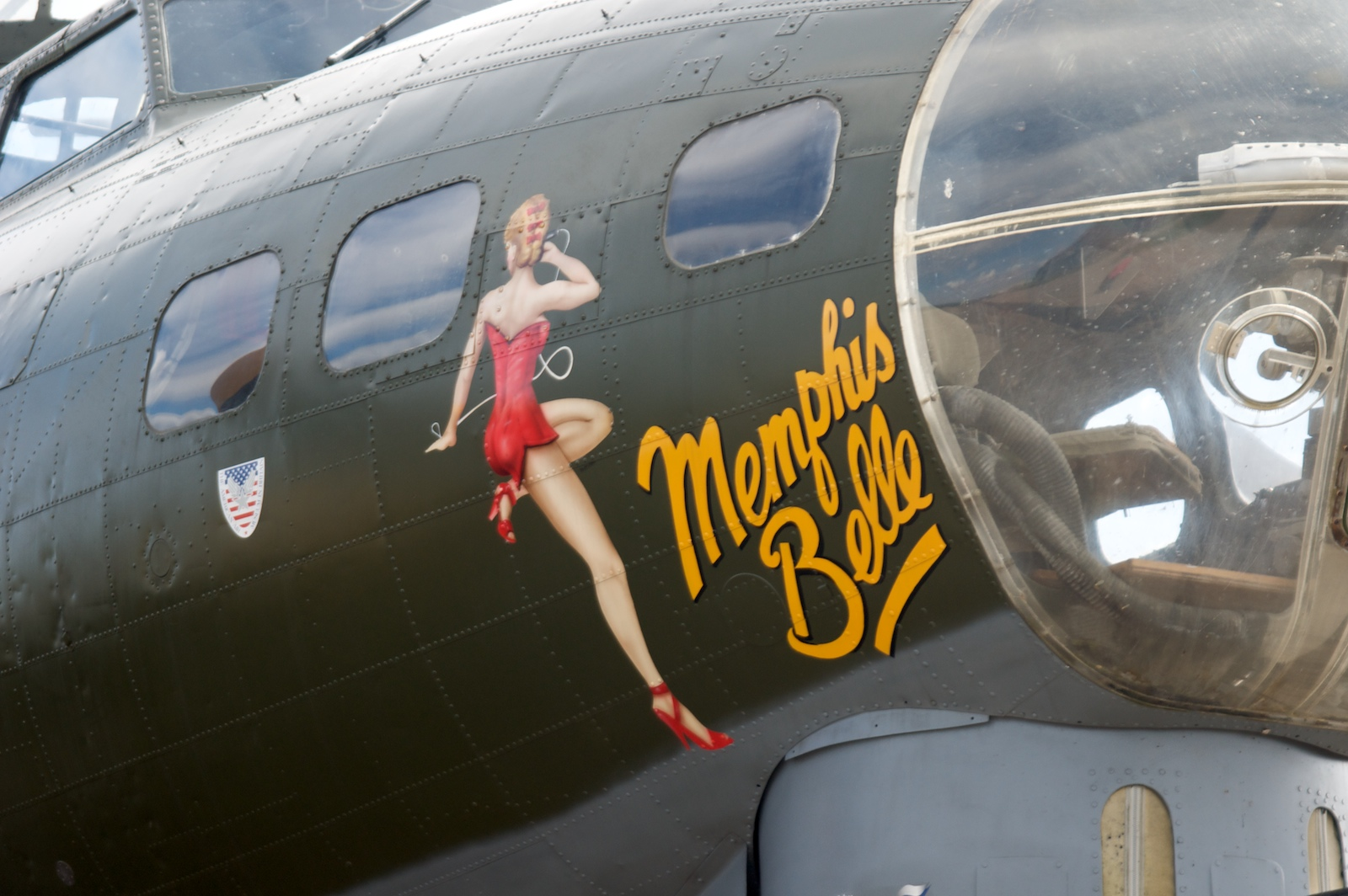
Ein berühmtes Pin-up-Bild aus den Zweiten Weltkrieg, ein in der 1941er April-Ausgabe des Esquire-Magazins veröffentlichtes Petty-Girl, diente als Vorlage für die Nose art an der Memphis Belle (Die Schöne von Memphis).

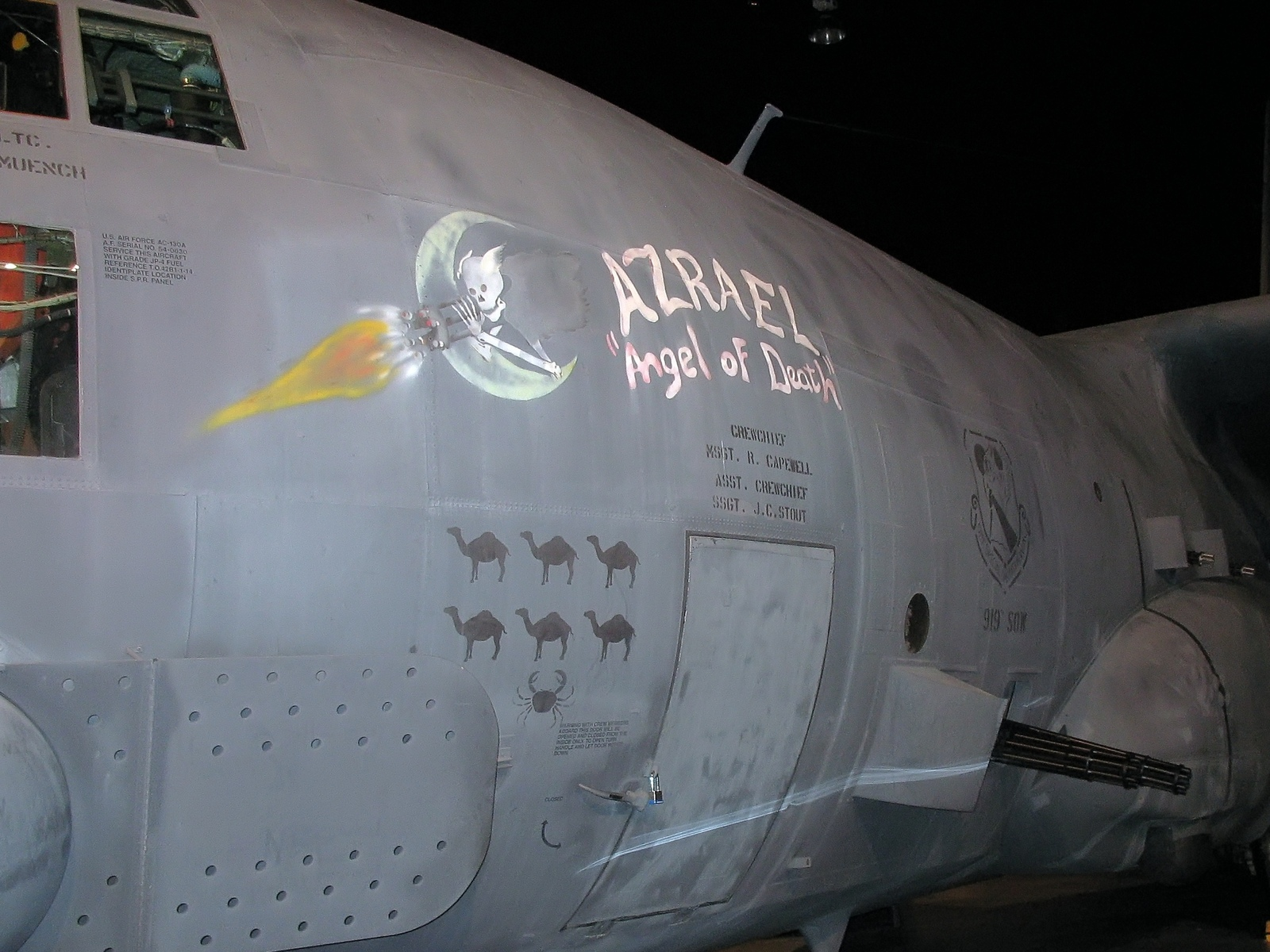
AZRAEL Angel of Death auf einer AC-130

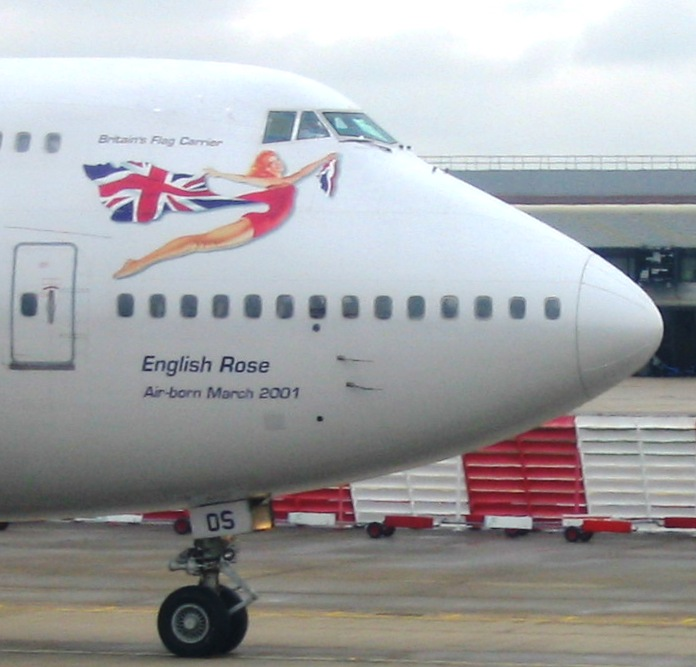
Virgin Girl

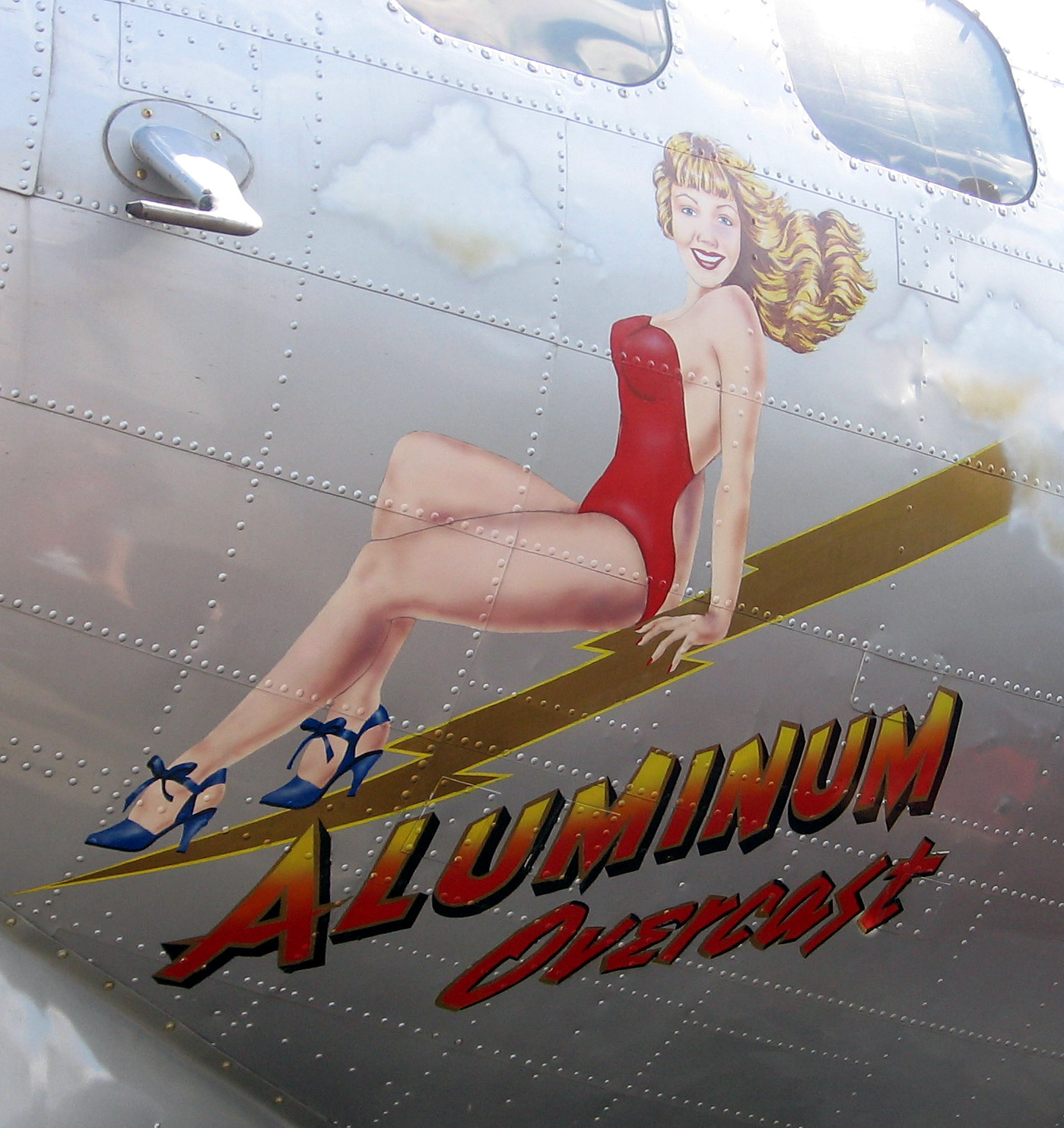
Pinup auf einer B-17

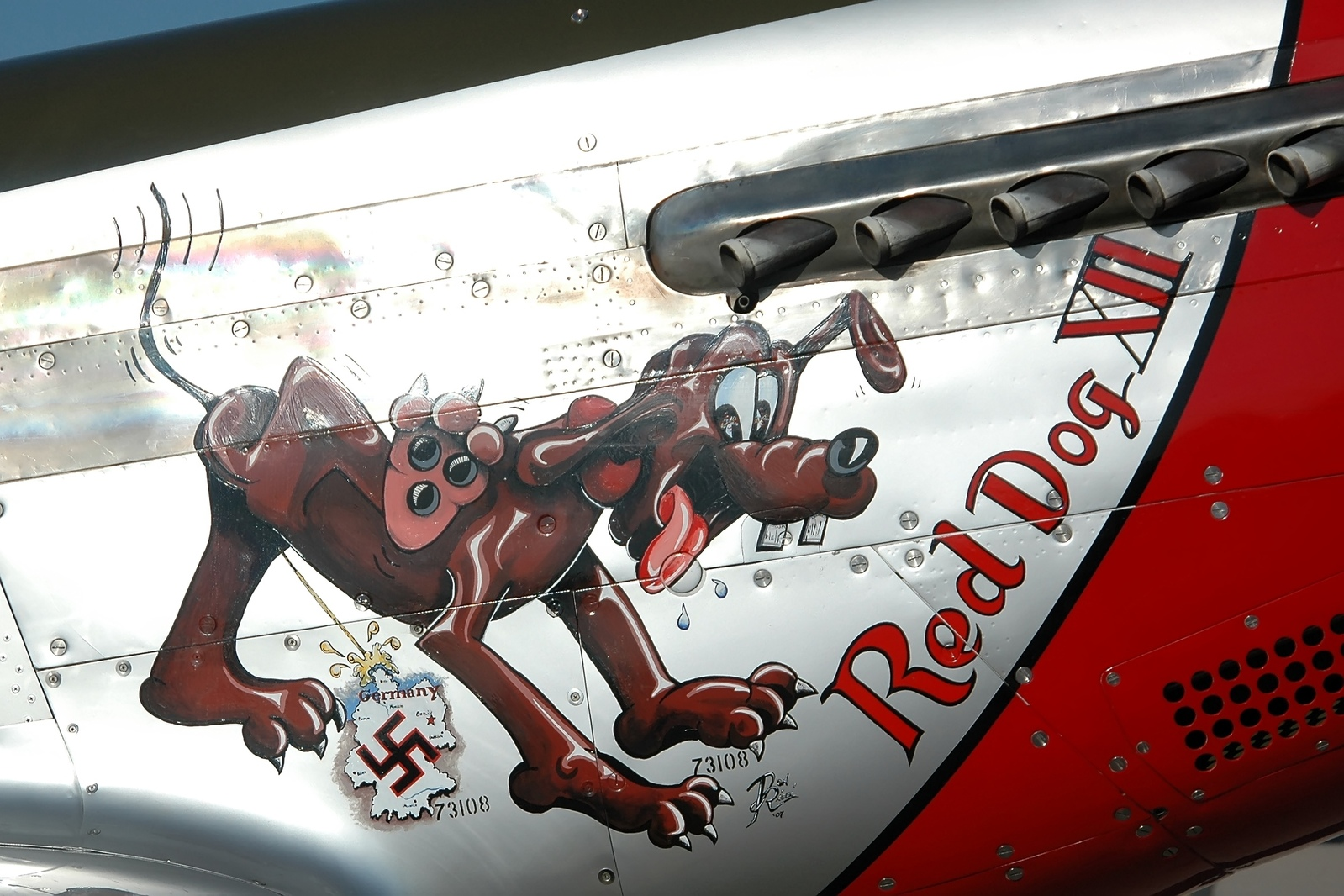
Karikatur auf einer P-51D Mustang

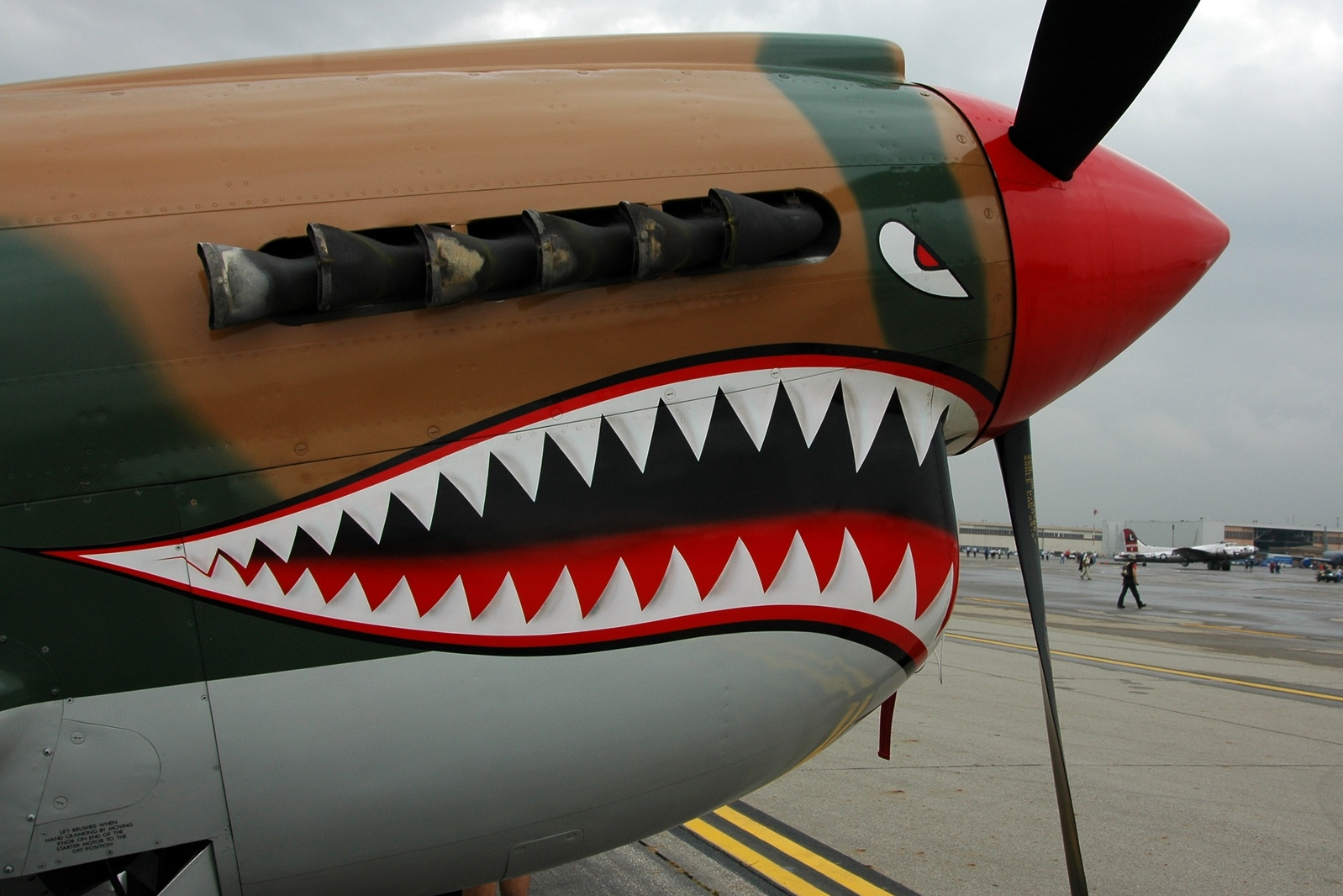
Haifischmaul einer Curtiss P-40

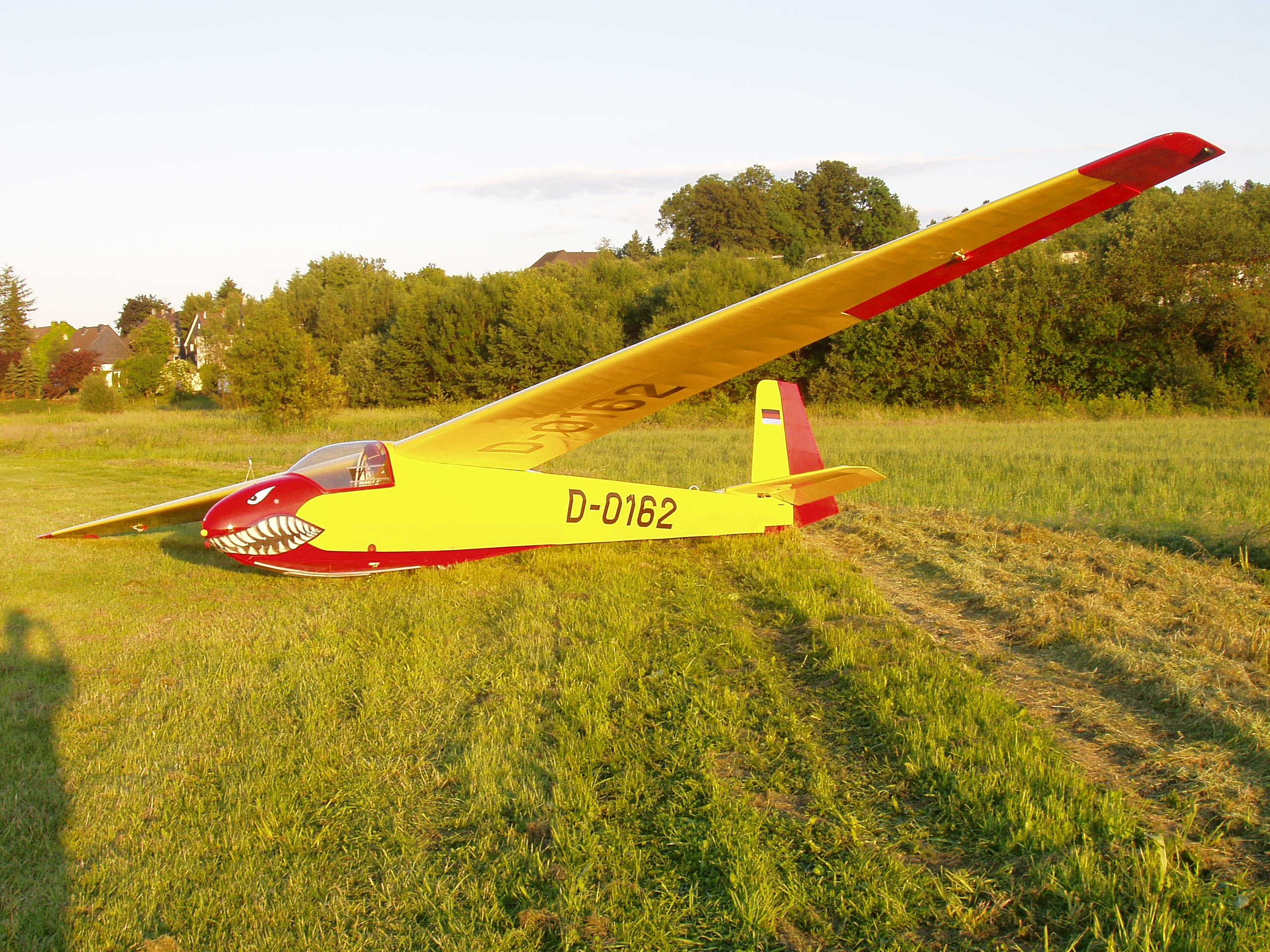
Schleicher K 8b mit Haifisch Nose art

Nose art ist eine Form von Flugzeug-Graffiti, die besonders in der Militärluftfahrt häufig zu finden ist.

## Geschichte
Der Brauch individuell gestaltete Verzierungen an Kampfflugzeugen anzubringen ist auf italienische und deutsche Piloten zurückzuführen. Die erste bekannte nose art war ein 1913 auf ein italienisches Flugboot aufgemaltes Seeungeheuer. Die im Ersten Weltkrieg beliebte Tradition, Mäuler unterhalb der Propellerhaube aufzumalen, führten deutsche Piloten ein. Ein Beispiel dafür ist auch Francesco Baracca und das Cavallino. Später jedoch erdachte und realisierte die Bodenmannschaft, und nicht mehr die Piloten, die nose arts.
Einige Beispiele aus dem Ersten Weltkrieg wurden berühmt, darunter der „Hat in the Ring“ der 94th Aero Squadron der USAAF (zurückzuführen auf Lt. Johnny Wentworth) oder das „Kicking Mule“ der 95th Aero Squadron. Dies folgte der offiziellen Politik vom 6. Mai 1918 von Brigadegeneral Benjamin Foulois, dem Befehlshaber der Luftstreitkräfte der American Expeditionary Forces, die verlangte, dass jede Einheit ein eigenes, eindeutiges und leicht erkennbares Abzeichen hat.
Aufgrund wirtschaftlicher Einschränkungen waren nose arts während der Weltwirtschaftskrise beim Army Air Corps nicht üblich, doch während des Zweiten Weltkrieges sollte der Brauch Flugzeugen einen Namen zu geben, einige davon lediglich getauft, andere kunstvoll mit Cartoons und Pinups verziert, wieder aufblühen. Gebräuchliche Themen waren Wortspielereien und die Bezugnahme auf populäre Kultur.
Während die nose art im Ersten Weltkrieg weitgehend aus verschönerten oder extravaganten Staffelabzeichen bestand, begann im Zweiten Weltkrieg, nach Meinung vieler Beobachter, das goldene Zeitalter der nose art, an dem die Piloten der Achsenmächte sowie der Alliierten gleichermaßen beteiligt waren. Auf dem Höhepunkt des Krieges waren die Dienste von nose-art-Künstlern in der Army Air Force sehr gefragt und gut bezahlt. Im Gegensatz zur AAF, in der von offizieller Seite die nose art zur Hebung der Moral bei den Besatzungen geduldet war, verbot sie die U.S. Navy. Auch in der RAF und der RCAF scheint die nose art nicht alltäglich gewesen zu sein.
Sowohl professionelle Künstler als auch talentierte Militärangehörige führten die Arbeiten durch.
So entwarf und malte zum Beispiel 1941 ein Künstler der Bell Aircraft Corporation für die 39th Pursuit Squadron ein attraktives „Cobra in the Clouds“-Logo. Anfang 1943 wurde die 39te die erste Staffel mit 100 Abschüssen auf ihrem Kriegsschauplatz. Aus Stolz und Korpsgeist übernahmen sie ein Haifischmaul als Motiv für ihre P-38 Lightnings.
Mangelnde Disziplin verbunden mit der Last des Kriegs und dem hohen Risiko sein Leben zu verlieren führten zu einem Umfang und einer Qualität von nose art, die bislang nicht wieder erreicht wurden.
Infolge von Änderungen in der Militärpolitik und der sich geänderten Einstellung gegenüber Frauendarstellungen ist der Umfang der nose arts seit dem Koreakrieg stetig zurückgegangen.
Seit dem Zweiten Golfkrieg erfährt die nose art jedoch eine Wiederbelebung, umso mehr seit der Operation Enduring Freedom und der Operation Iraqi Freedom. Die USAF billigte inoffiziell die Rückkehr von Pinups, wenn auch nur im bekleideten Zustand. Genauso erlaubte das Strategic Air Command die nose art auf seinen Bombern wieder. Dazu ist die Fortführung von historischen Namen wie Memphis Belle Tradition. Sondereinsatzstaffeln bezeichneten üblicherweise ihre AC-130 Gunships mit Namen von Rachegottheiten („Thor“, „Azrael – Angel of Death“). Das Logo eines fliegenden Skeletts mit einer Minigun war das inoffizielle Gunship-Abzeichen, bis nach dem Krieg in Südostasien. Das bei vielen Flugzeugen verwendete Logo wurde nachträglich genehmigt.
Nose art ist eine weitgehend militärische Tradition, doch die Passagierflugzeuge der Fluggesellschaften der Virgin Group haben als Teil ihrer Bemalung ein „Virgin Girl“ in der Nähe der Flugzeugnase aufgebracht. Im weiteren Sinne ist auch die Bemalung von Seitenleitwerken, wie zum Beispiel bei Alaska Airlines oder Kampfflugzeugen der US Navy, als nose art anzusehen.
Aufgrund ihrer individuellen, inoffiziellen Natur wird sie als repräsentative Volkskunst, die untrennbar mit der Tätigkeit einer bestimmten Gruppe verbunden ist, betrachtet. Sie kann auch mit anspruchsvollen Graffiti verglichen werden. In beiden Fällen ist der Künstler im Großen und Ganzen unbekannt und die Kunst selbst ist vergänglich. Dazu ist sie auf Materialien angewiesen, die umgehend verfügbar sind.
In wenigen Fällen konnte der Künstler ermittelt werden. Tony Starcer war der Künstler am Ort der 91st Bombardment Group, einer der anfänglich sechs Bombergruppen der Eighth Air Force. Starcer malte über 100 wohlbekannte nose arts für die B-17, darunter auch die für die Memphis Belle.
Ein kommerzieller Künstler namens Brinkmann war für das Tierkreiszeichen-Thema der mit B-24 Liberator ausgerüsteten 834th Bombardment Squadron verantwortlich.

## Zweck
Begonnen aus praktischen Gründen, um Freund von Feind zu unterscheiden, entwickelte sich die nose art weiter. Sie hatte ihren Nutzen für die Moral und den Ausdruck von Stolz. Dazu half sie die gleichförmige Anonymität des Militärs zu erleichtern und bot Trost, indem sie an das Leben zuhause beziehungsweise in Friedenszeiten erinnerte. Überdies diente sie als Fetisch im Kampf gegen den Feind. Zum Teil lag der Reiz in ihrem inoffiziellen Charakter, wenngleich die Dienstvorschriften nicht streng oder auch gar nicht durchgesetzt wurden.

## Inhalte
Die Vorlagen waren vielfältig: von Pinups (wie Rita Hayworth), Symbolen des Patriotismus (Yankee Doodle) und fiktionalen Helden (Sam Spade) über Glückssymbole wie Würfel und Spielkarten zu Karikaturen, den unumgänglichen Todessymbolen oder dem Gevatter Tod. Bei den amerikanischen Künstlern waren Karikaturen und Pinups am beliebtesten. Andere bekannte Themen umfassten Tiere, Spitznamen, Heimatstädte und gängige Song- und Filmtitel.
Nose arts waren bei der deutschen Luftwaffe weniger verbreitet. Während des Spanischen Bürgerkriegs allerdings zierte eine Mickey Mouse eine Bf 109 und ein Schwein innerhalb eines weißen Kreises das verkleidete Fahrwerk der Ju-87A-Sturzkampfflugzeuge der sogenannten, nach einem Lustspiel von August Hinrichs benannten „Jolanthe-Kette“ der Legion Condor. Eine in Breslau-Schongarten stationierte Ju 87B-1 (S2+AC) des Stab II/St.G 77, geflogen von Major Alfons Orthofer während des Überfalls auf Polen 1939, war mit einem Haifischmaul bemalt und einige Bf 110 mit grimmigen Wolfsköpfen oder Haifischmäulern auf den Motorhauben dekoriert. Ein anderes Beispiel waren die mit einem Tulpenmuster verzierten Bf 109 von Erich Hartmann.
Die Luftstreitkräfte der Sowjetunion dekorierten ihre Flugzeuge mit historischen Gestalten, Untieren aus der Sagenwelt und patriotischen Motiven.
Je weiter Flugzeuge und Mannschaften von ihrem Hauptquartier entfernt oder aus dem Blickpunkt der Öffentlichkeit waren, desto gewagter war das Design der nose art. Zum Beispiel waren nackte Pinups bei den in Ozeanien stationierten Flugzeugen deutlich weiter verbreitet als in England.

## Berühmte Beispiele

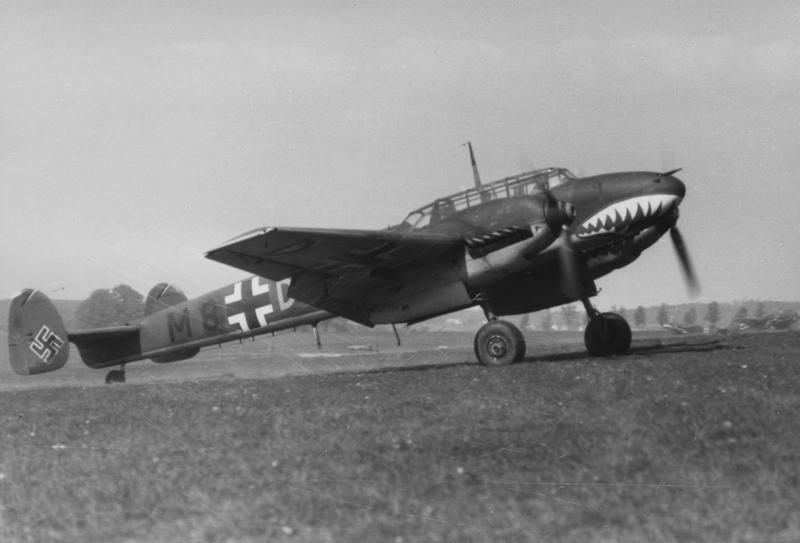
Erste Verwendung des Haifischmauls (Bf 110 des ZG 76 1940 in Frankreich)

Zu den bekanntesten Nose-art-Motiven gehört das Haifischmaul (engl.: sharkmouth), das in unterschiedlichen Luftstreitkräften bis auf den heutigen Tag verwendet wird. Man kann die erste Verwendung im Zweiten Weltkrieg auf das Zerstörergeschwader 76 (ZG 76) zurückführen, später setzte die 112. (Kittyhawk) Squadron der RAF in Nordafrika dieses Motiv ein. Daran anschließend verwendeten auch die Flying Tigers an ihren P-40 das Haifischmaul.
Eines der aufwändigsten Werke trug die B-24 „The Dragon And His Tail“ der 22nd Bombardment Group. Hier erstreckte sich die „Nose Art“ über die gesamte Länge der rechten Rumpfseite. Bekannt wurde auch die „Fledermaus-Nose-Art“ auf den B-25 der 499th Bombardment Squadron, die den Beinamen „Bats outa hell“ trug.